# Gris du Bourbonnais
Le gris du bourbonnais est une race de lapin domestique originaire du centre de la France et vraisemblablement issue du croisement entre des lapins bleus de Vienne et communs.

## Origine
Le berceau d’origine du gris du bourbonnais est bien connu, mais les conditions de sa sélection restent discutées. Pour certains, cette race serait issue des lapins gris qui sont élevés depuis bien longtemps dans le Bourbonnais, et qui sont vraisemblablement issus de lapins géants des Flandres et communs. Ces animaux auraient été sélectionnés par M. Chaponnaud qui fixe la race en la croisant avec des animaux normands. Une autre version des faits indique que M. Chaponnaud aurait complètement sélectionnant la race en croisant des animaux géants des Flandres avec des lapins de garenne, avant de croiser les produits obtenus avec des lapins bleus de Vienne. La première version demeure aujourd’hui la plus probable. Les premiers sujets sont présentés en 1921 à Vichy.

## Description
Le gris du Bourbonnais est un lapin de taille moyenne qui pèse entre 3,5 et 5 kg. Il a un corps assez ramassé, pas trop massif avec un arrière-train bien charnu. Sa tête est assez forte chez le mâle, et légèrement busquée. Elle porte deux oreilles droites portées légèrement en V de 11 à 13,5 cm. Un léger fanon est toléré chez la femelle. Les yeux sont bruns. La fourrure est courte, assez dense et bien lustrée. Elle est grise assez foncé, légèrement plus clair dessous, avec une sous-couleur bleu ardoise foncé. Les petits naissent noirs et la couleur grise apparaît au bout de quelques jours.
Échelle de points :
- type : 15 points ;
- oreilles : 10 points ;
- poil : 30 points ;
- couleur : 20 points ;
- poids : 20 points ;
- condition : 5 points.

Total : 100 points

## Aptitudes
Le gris du Bourbonnais est un lapin rustique qui se caractérise par une viande de bonne qualité avec une texture fine et ferme.

## Diffusion
Ce lapin est peu répandu, avec seulement 55 éleveurs enregistrés en France.